# Jamsil-dong
Jamsil-dong là một dong (phường) của quận Songpa ở Seoul, Hàn Quốc. Khu vực này được chia thành: Jamsilbon-dong, Jamsil 2-dong, Jamsil 3-dong, Jamsil 7-dong; còn Jamsil 4-dong và Jamsil 6-dong chính là Sincheon-dong ở kế bên. Tên gọi Jamsil có nguồn gốc từ nghề nuôi tằm trong triều đại Joseon. Jamsil nghĩa là phòng hoặc nơi nuôi tằm ("Jam" là tằm, "sil" là phòng). Do nhà nước khuyến khích người dân nuôi tằm, vì vậy đã thành lập Dongjamsil ở vùng lân cận phía đông Seoul (Dongjamsil: 동잠실, nghĩa là "nơi nuôi tằm ở phía đông").

## Địa điểm tham quan
- Lotte World (롯데월드)
- Lotte World Tower (롯데월드타워)
- Sân vận động bóng chày Jamsil (서울종합운동장 야구장)
- Seoul Sports Complex (서울종합운동장)
- Công viên Hangang Jamsil (잠실한강공원)
- Văn phòng giáo dục Gangdong (강동교육청)
- Văn phòng trung tâm hành chính quận Songpa (송파구청)

## Giáo dục
Các trường học ở Jamsil-dong:
- Trường tiểu học Beodeul Seoul (서울버들초등학교)
- Trường tiểu học Jamil Seoul (서울잠일초등학교)
- Trường tiểu học Jamjeon Seoul (서울잠전초등학교)
- Trường tiểu học Jamsin Seoul (서울잠신초등학교)
- Trường tiểu học Sincheon Seoul (서울신천초등학교)
- Trường tiểu học Songjeon Seoul (서울송전초등학교)
- Trường trung học cơ sở Aju (아주중학교)
- Trường trung học cơ sở nữ sinh Chungshin (정신여자중학교)
- Trường trung học cơ sở Jamsin (잠신중학교)
- Trường trung học cơ sở Sincheon (신천중학교)
- Trường trung học phổ thông nữ sinh Chungshin (정신여자고등학교)
- Trường trung học phổ thông Jamil (잠일고등학교)
- Trường trung học phổ thông Jamsin (잠신고등학교)
- Trường trung học phổ thông Youngdongil (영동일고등학교)

## Giao thông
Có thể đến Jamsil-dong thông qua:
- Ga Jamsil trên tàu điện ngầm Tuyến Seoul 2
- Ga Jamsilsaenae trên tàu điện ngầm Tuyến Seoul 2
- Ga liên hợp thể thao trên tàu điện ngầm Tuyến Seoul 2
- Ga Samjeon trên tàu điện ngầm Tuyến Seoul 9
- Trạm dừng xe buýt liên tỉnh Jamsil (잠실시외버스정류장)

## Hình ảnh

Trung tâm dịch vụ cộng đồng Jamsil 2-dong
Trung tâm dịch vụ cộng đồng Jamsil 3-dong
Trung tâm dịch vụ cộng đồng Jamsil 4-dong
Trung tâm dịch vụ cộng đồng Jamsil 6-dong
Trung tâm dịch vụ cộng đồng Jamsil 7-dong
Công viên giải trí Lotte World Seokchon
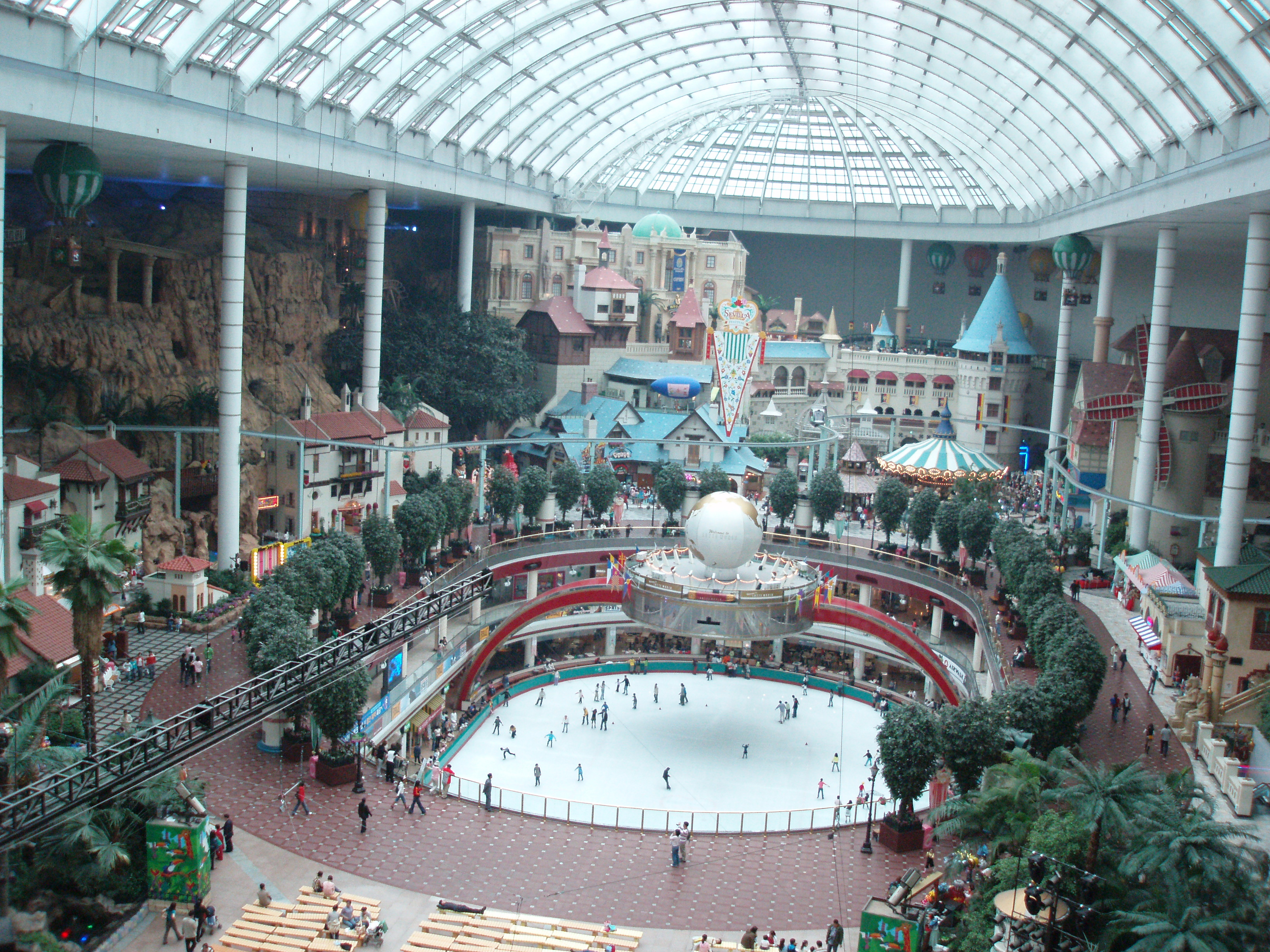
Lotte World
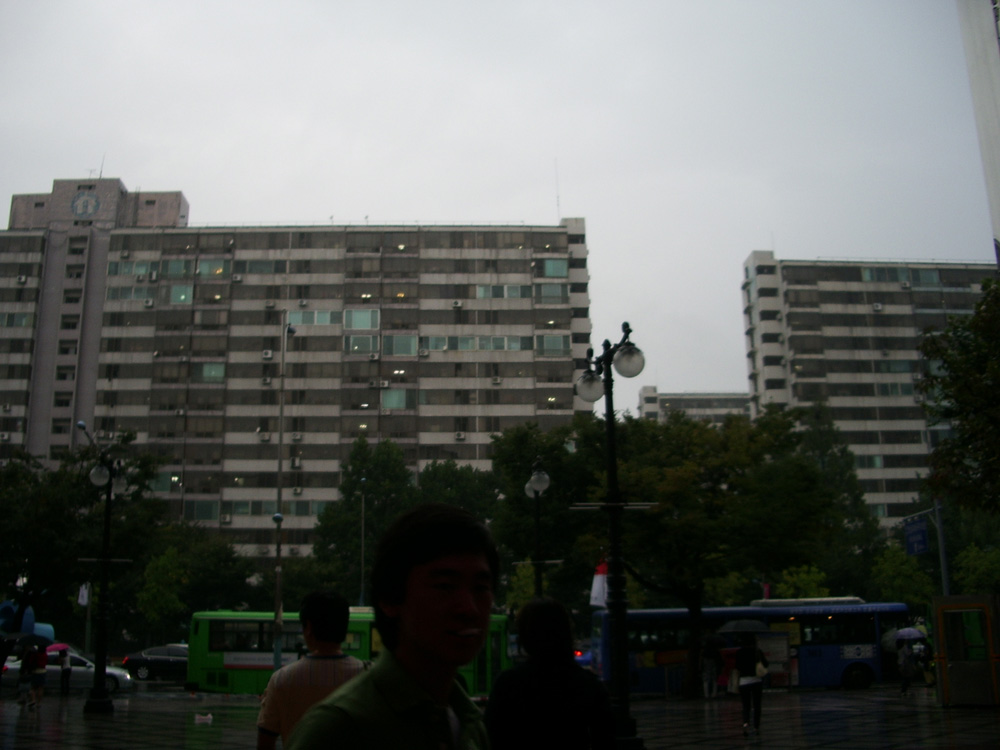
Khu căn hộ chung cư Jugong Jamsil 5
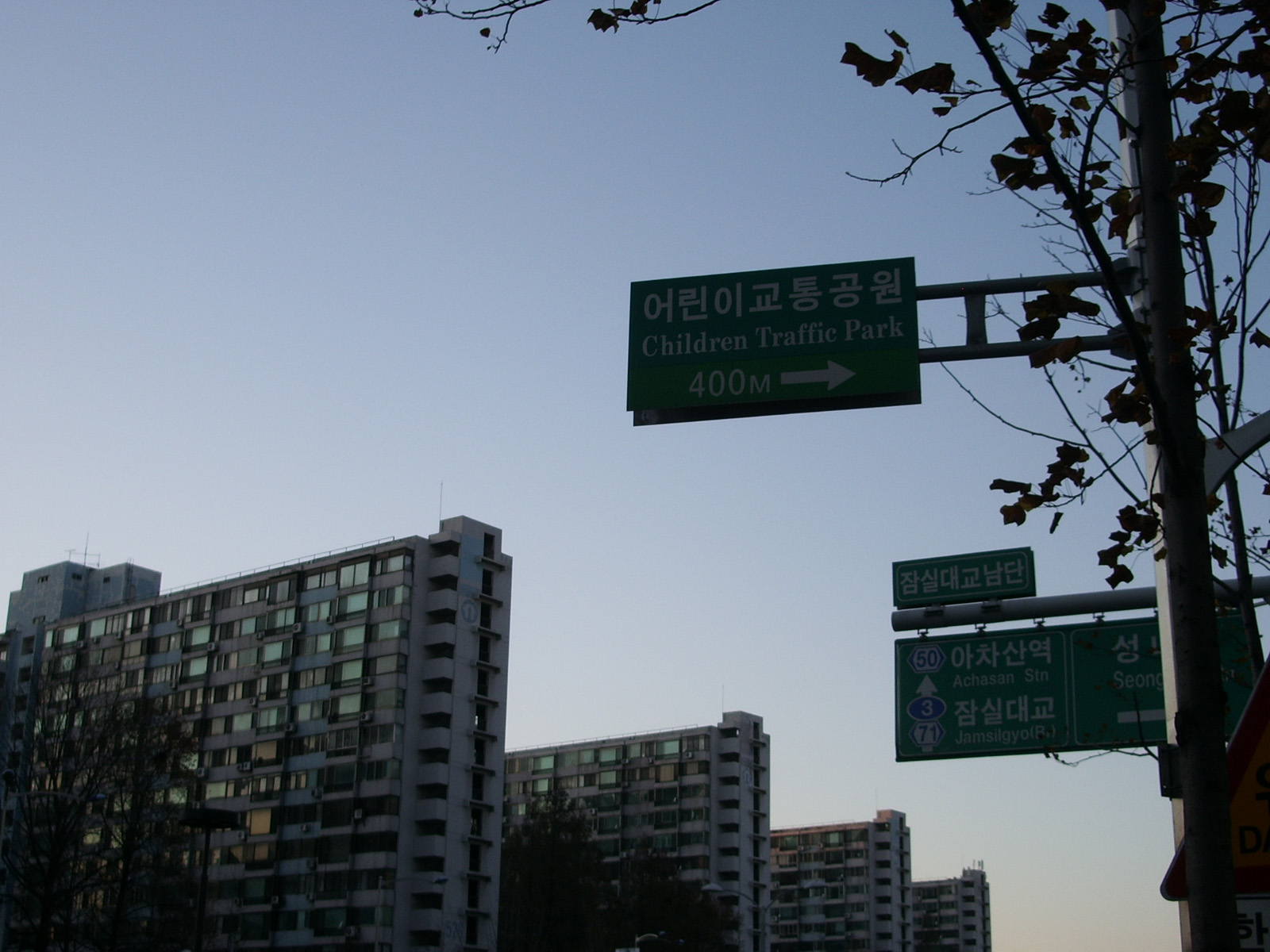
Hoàng hôn ở khu căn hộ chung cư Jugong Jamsil
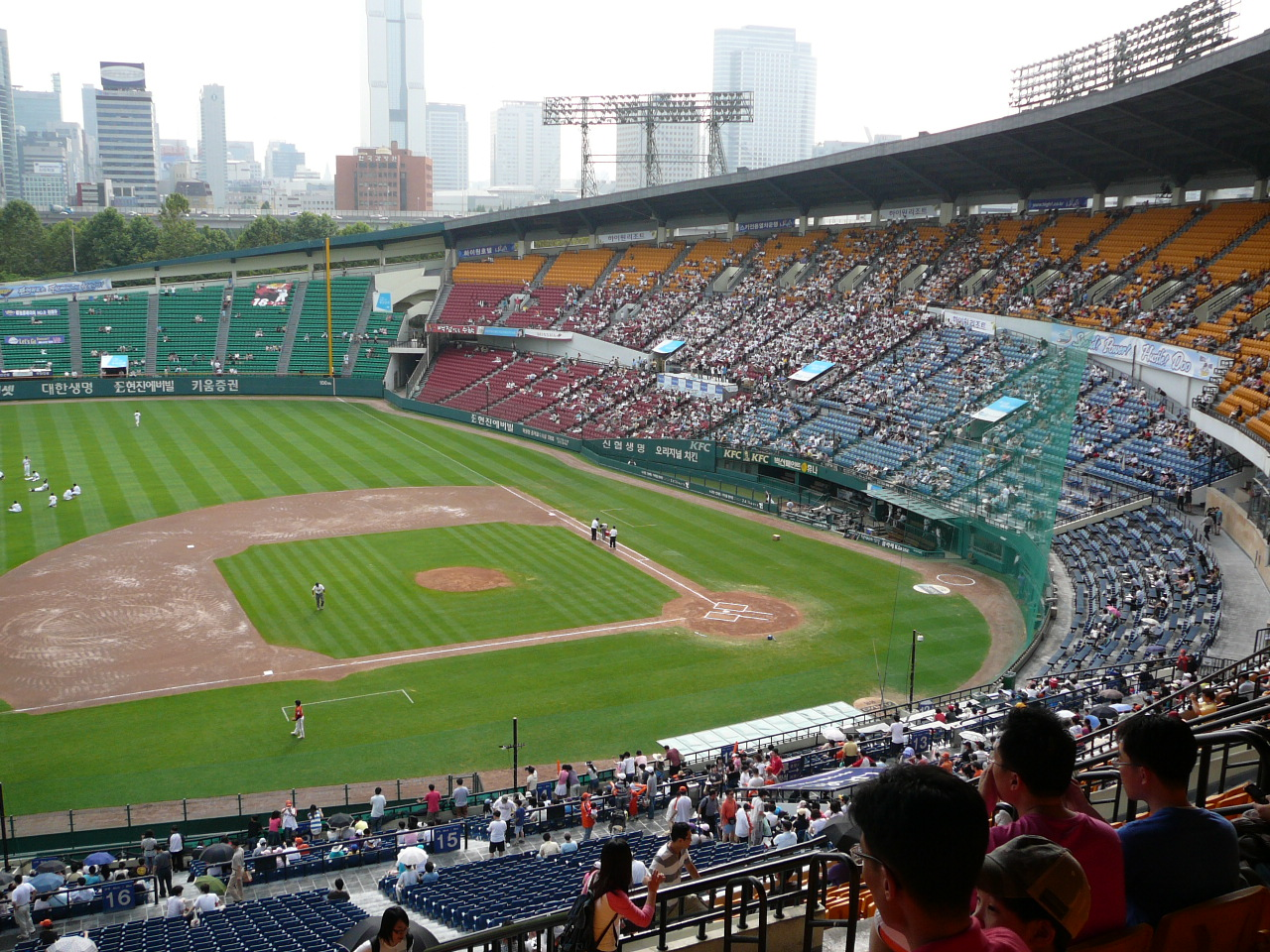
Sân vận động bóng chày Jamsil
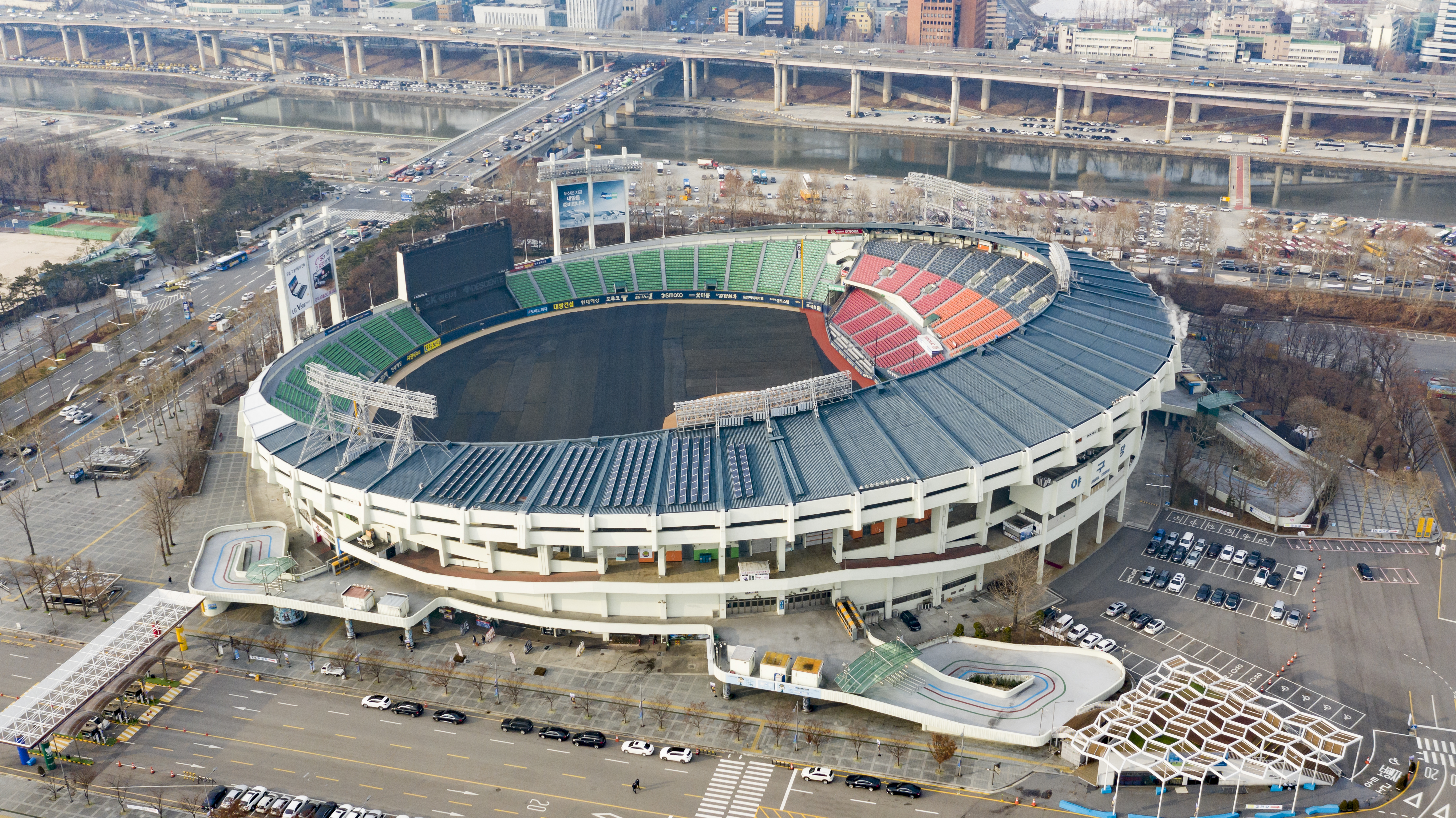
Sân vận động bóng chày Jamsil ở Jamsil 1-dong
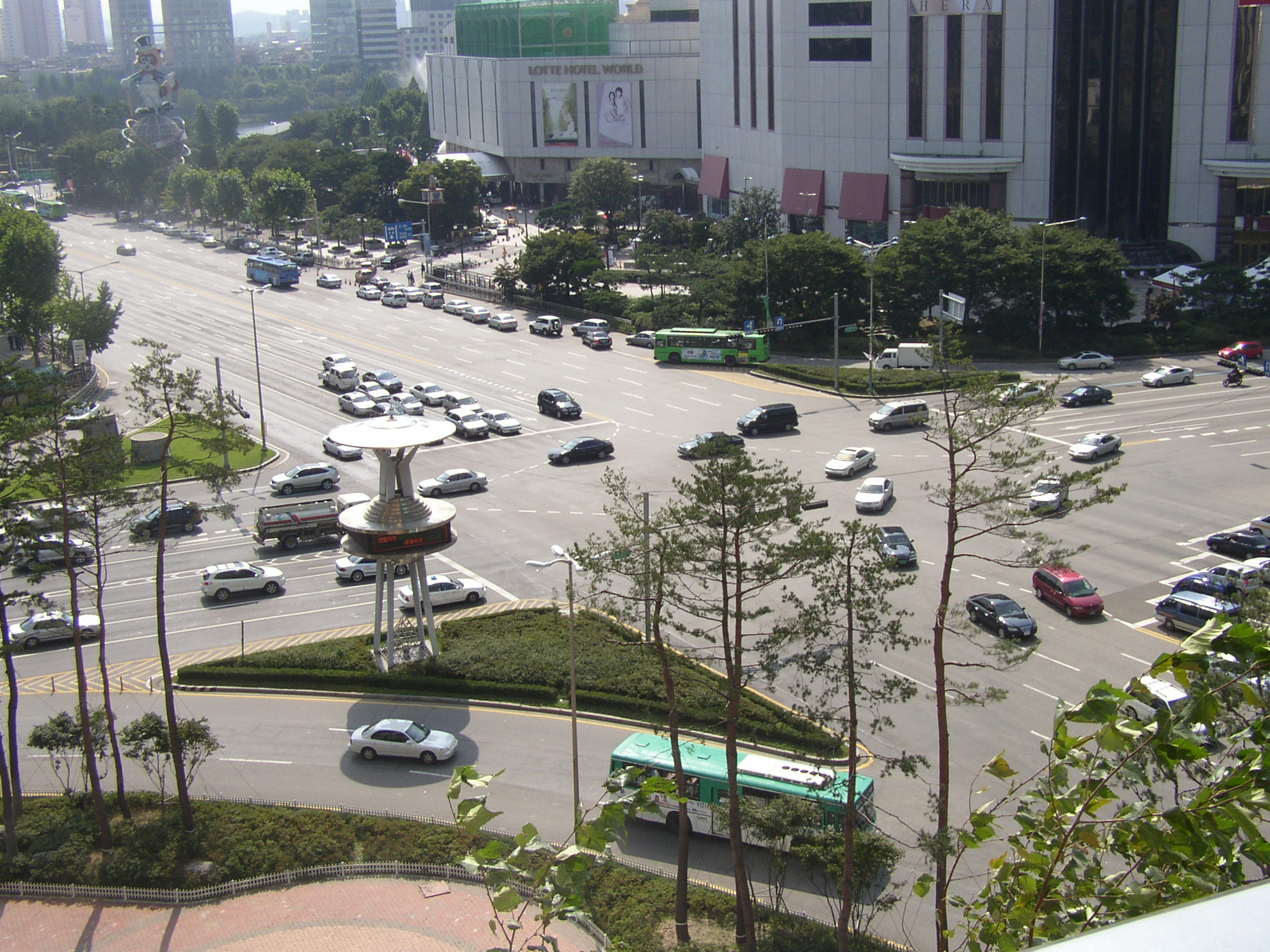
Ngã tư ga Jamsil
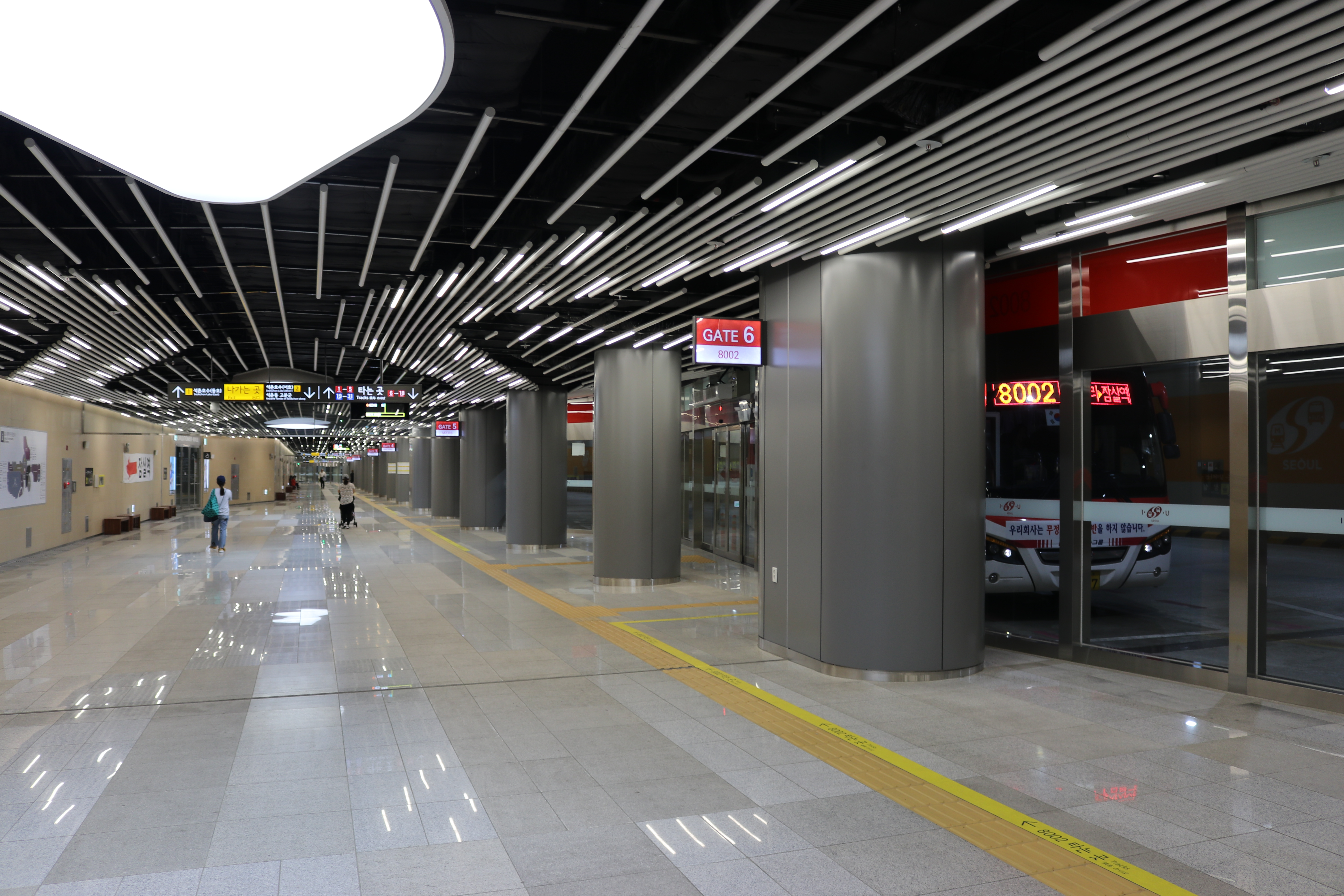
Trung tâm trung chuyển ga Jamsil